# Лексінгтон (Міннесота)
Лексінгтон (англ. Lexington) — місто (англ. city) в США, в окрузі Анока штату Міннесота. Населення — 2248 осіб (2020).

## Географія
Лексінгтон розташований за координатами 45°8′17″ пн. ш. 93°10′17″ зх. д. / 45.13806° пн. ш. 93.17139° зх. д. (45.138122, -93.171358).  За даними Бюро перепису населення США в 2010 році місто мало площу 1,77 км², уся площа — суходіл.

## Демографія
Згідно з переписом 2010 року, у місті мешкало 2049 осіб у 787 домогосподарствах у складі 519 родин. Густота населення становила 1155 осіб/км².  Було 861 помешкання (485/км²).
Расовий склад населення:
| - 87,8 % — білих - 3,0 % — азіатів - 2,7 % — чорних або афроамериканців - 1,1 % — корінних американців - 0,1 % — вихідців з тихоокеанських островів - 2,6 % — осіб інших рас |

До двох чи більше рас належало 2,5 %. Частка іспаномовних становила 5,7 % від усіх жителів.
За віковим діапазоном населення розподілялося таким чином: 25,5 % — особи молодші 18 років, 68,0 % — особи у віці 18—64 років, 6,5 % — особи у віці 65 років та старші. Медіана віку мешканця становила 34,6 року. На 100 осіб жіночої статі у місті припадало 108,4 чоловіків;  на 100 жінок у віці від 18 років та старших — 111,8 чоловіків також старших 18 років.
Середній дохід на одне домашнє господарство  становив 60 128 доларів США (медіана — 54 637), а середній дохід на одну сім'ю — 70 935 доларів (медіана — 60 682). Медіана доходів становила 49 833 долари для чоловіків та 38 542 долари для жінок. За межею бідності перебувало 15,8 % осіб, у тому числі 16,3 % дітей у віці до 18 років та 4,5 % осіб у віці 65 років та старших.
Цивільне працевлаштоване населення становило 1090 осіб. Основні галузі зайнятості: освіта, охорона здоров'я та соціальна допомога — 19,3 %, виробництво — 15,1 %, мистецтво, розваги та відпочинок — 12,8 %, науковці, спеціалісти, менеджери — 11,6 %.